# Neopteryx frosti
Neopteryx frosti је врста сисара из реда слепих мишева и породице велики љиљци (Pteropodidae). 

## Распрострањење
Делови индонежанског острва Целебес једино су познато природно станиште врсте.

## Станиште
Врста Neopteryx frosti има станиште на копну, на две одвојене локације са надморском висином од 225 и 1.000 метара.

## Начин живота
Врста се храни воћем. Мало је познато о другим детаљима живота због реткости животиње.

## Угроженост
Ова врста се сматра угроженом. Ово је зато што покрива површину мању од 5.000 km², и познат је само са двије одвојене локације. Обе локације су у шумама чија се површина брзо смањује на Целебесу. Уз то локално становништво лови ову животињу ради меса.

### Популациони тренд
Популација ове врсте се смањује, судећи по расположивим подацима.